# Вузлівська сільська рада (Радехівський район)
| Вузлівська сільська рада — колишній орган місцевого самоврядування у Радехівському районі Львівської області з адміністративним центром у с. Вузлове. Історична дата утворення: в 1940 році. Сільській раді були підпорядковані населені пункти: - с. Вузлове - с. Бабичі - с. Нестаничі - с. Раковище - с. Шайноги |

## Склад ради
Рада складалася з 22 депутатів та голови.

### Керівний склад ради
| ПІБ                       | Основні відомості                                                 | Дата обрання | Дата звільнення |
| ------------------------- | ----------------------------------------------------------------- | ------------ | --------------- |
| Близнюк Анатолій Петрович | Сільський голова, 1959 року народження, освіта, безпартійний      | 26.03.2006   | 31.10.2010      |
| Близнюк Анатолій Петрович | Сільський голова, 1959 року народження, освіта вища, безпартійний | 31.10.2010   |                 |

Примітка: таблиця складена за даними джерела